# Pettisville (Ohio)
Pettisville es un lugar designado por el censo ubicado en el condado de Fulton en el estado estadounidense de Ohio. En el Censo de 2010 tenía una población de 498 habitantes y una densidad poblacional de 201,76 personas por km².

## Geografía
Pettisville se encuentra ubicado en las coordenadas 41°31′59″N 84°13′28″O / 41.53306, -84.22444. Según la Oficina del Censo de los Estados Unidos, Pettisville tiene una superficie total de 2.47 km², de la cual 2.47 km² corresponden a tierra firme y (0.1%) 0 km² es agua.

## Demografía
Según el censo de 2010, había 498 personas residiendo en Pettisville. La densidad de población era de 201,76 hab./km². De los 498 habitantes, Pettisville estaba compuesto por el 95.58% blancos, el 0% eran afroamericanos, el 0.2% eran amerindios, el 1% eran asiáticos, el 0% eran isleños del Pacífico, el 2.21% eran de otras razas y el 1% pertenecían a dos o más razas. Del total de la población el 9.84% eran hispanos o latinos de cualquier raza.